# 住宅バラエティー 我が家・大作戦!
『住宅バラエティー 我が家・大作戦!』（じゅうたくバラエティー わがや・だいさくせん）は、1994年10月19日から1995年6月28日までテレビ東京系列局で放送されていたテレビ東京製作のドキュメンタリー番組である。放送時間は毎週水曜 21:00 - 21:54 （日本標準時）。

## 概要
住宅をテーマにした番組。快適な住空間を望む収録参加者たちの悩みなどを解決しながら、彼ら一家の模様をドキュメンタリーとして放送していた。司会は柴田理恵と神太郎が務めていた。

## エンディングテーマ
- あの日の二人はもういない（田村直美）
- euphoria （ELLIS）